# Врутос, Георгиос
Гео́ргиос Вру́тос (греч. Γεωργιος Βρουτος, 1843, Афины, Греция — 10 января 1909, там же) — греческий скульптор, автор ряда статуй и памятников в Афинах.

## Биография
Георгиос Врутос родился в Афинах в семье выходцев с Крита. В 1859—1864 годах он учился мастерству скульптора в Школе изящных искусств под руководством Георгиоса Фиталиса (Γεώργιος Φυτάλης, 1830—1880) и одновременно брал уроки резьбы по мрамору в мастерской Иоанниса Коссоса. В 1866 году, получив стипендию королевы Ольги, Врутос смог поехать на трехлетнюю учебу в Италию в Академии Святого Луки. В Афины он вернулся в 1873 году, открыл собственную мастерскую в Плаке. В 1883 году Врутос сменил Леонидаса Дросиса в должности профессора скульптуры в Школе изящных искусств и работал на этом месте до конца своей жизни. В 1888 году скульптор стал членом Парижской академии изящных искусств. Учениками Врутоса были скульпторы Томас Томопулос (1873—1937) и Николаос Георгантис (1883—1947). Кроме того, Георгиос Врутос участвовал в основании и деятельности Историко-этнографического общества Греции.

## Известные работы
- Статуя греческого просветителя XIX века Адамантиоса Кораиса перед зданием Афинского университета.
- Статуя мецената и пионера возрождения Олимпийской идеи Константиноса Заппаса перед дворцом «Заппион».
- Памятники Пападакису и Раллису на Первом Афинском кладбище.
- Две скульптурные композиции — Ахиллес и Парис — куплены Бостонским музеем.